# Leptolalax hamidi
Leptolalax hamidi es una especie  de anfibios de la familia Megophryidae.

## Distribución geográfica
Es endémica de Borneo (Kalimantan y Malasia).

## Estado de conservación
Se encuentra amenazada de extinción por la pérdida de su hábitat natural.